# Giuseppe Meda
Giuseppe Meda (Milan, v. 1534 - 1599) est un peintre maniériste, un architecte et un ingénieur hydraulique italien du XVIe siècle.

## Biographie
Giuseppe Meda accomplit son apprentissage de peintre auprès de Bernardino Campi, puis il acquiert ensuite sa formation en architecture et en techniques hydrauliques.
Son projet, resté célèbre, pour rendre navigable l'Adda entre Cornate d'Adda et Paderno d'Adda, aurait dû se réaliser par la construction d'un réservoir ou castello d’acque (château d'eau) qui aurait comblé un dénivelé environ 18 mètres.
Comme peintre, il fut un bon exécutant du maniérisme tardif lombard, en cherchant à conjuguer la monumentalité et le gigantisme de Michel-Ange avec le sfumato de Léonard de Vinci, en n'oubliant pas d'y intégrer quelques touches de la tradition locale du mode particulier de Gaudenzio Ferrari. Sont les plus remarquées ses fresques du Dôme de Monza, exécutées en collaboration avec Giuseppe Arcimboldo et la peinture du buffet d'orgue du Dôme de Milan, peut-être la commande la plus ambitieuse des années de l'épiscopat de Charles Borromée.
Comme architecte, il eut à sa charge de devoir terminer les œuvres milanaises commencées par Pellegrino Tibaldi, comme l'église San Sebastiano (it), la chapelle du Lazaret et peut-être le palazzo di Prospero Visconti (it) (si le témoignage de Giovanni Paolo Lomazzo est exact). Est documenté également son envoi de projets pour l'Escurial. Peu d'architectures complètes sont de sa main. On signale son projet pour la chapelle de la famille Trivulzio à San Stefano in Brolo et celui de la reconstruction de San Lorenzo, alternatif à celui de Martino Bassi est conservé à la Bibliothèque Ambrosienne (cod. F 251 inf. n. 51).

## Œuvres
- 1559 : Peinture du buffet d'orgue au Dôme de Milan dans un concours contre Bernardino Campi (nell’anta con l’Assunzione, consegnata per ultima, aveva collaborato anche Pellegrino Tibaldi).
- 1565 : Après un paiement à Giuseppe Arcimboldo, commissionné pour être gonfalonier de la ville de Milan, avec une représentation de saint Ambroise, victorieux sur Ariani.
- 1574 : Projet de canal, le naviglio di Paderno entre le lac de Côme et le naviglio Martesana.
- 1576-1591 : Érige la chapelle du Tribunale di Provvisione au Palazzo dei Giureconsulti.
- 1580-1593 : Dirige le chantier de la transformation de la Basilica di San Simpliciano et de Santa Maria Beltrade.
- 1594 : Plan d'un théâtre provisoire au Palazzo di Corte et travaux à la chapelle Trivulzio à San Stefano.